# Lehel tér (métro de Budapest)
Lehel tér est une station du métro de Budapest. Elle est sur la  .